# Ross Halfin
Ross W Halfin (11 de agosto de 1957) es un fotógrafo británico, especializado en bandas y músicos de rock.
Inició su carrera trabajando para la revista Sounds en los años 1970, fotografiando a varios artistas y bandas de la escena punk inglesa como The Clash, The Jam, The Sex Pistols, 999 y The Adverts. Luego se trasladó hacia Estados Unidos, trabajando especialmente con bandas como AC/DC, Metallica, UFO, Rush, Journey, Aerosmith, Iron Maiden y Black Sabbath.

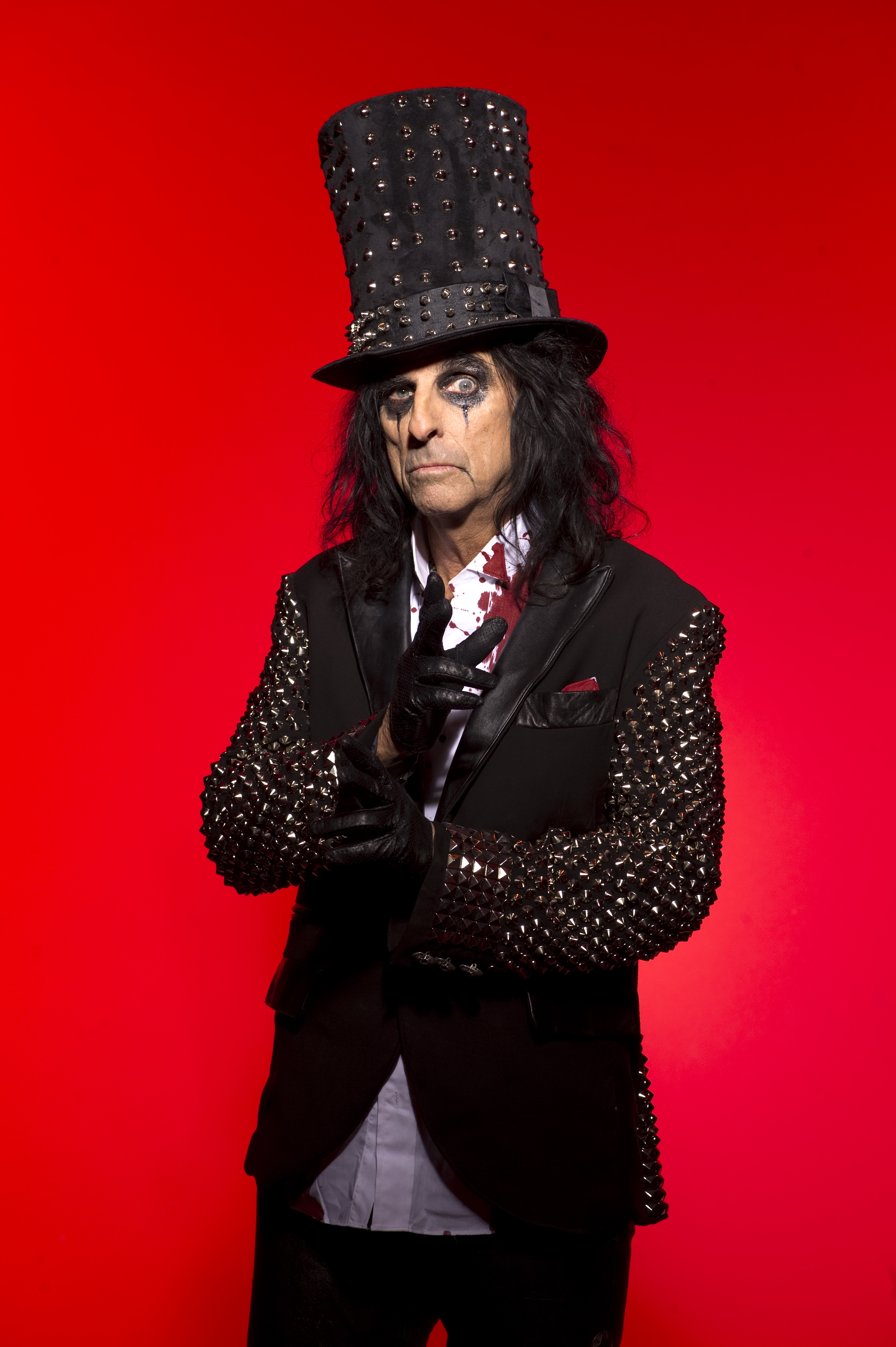
Foto de Alice Cooper tomada por Halfin en el 2011

Ha trabajado y girado con muchas bandas a lo largo de su carrera, incluyendo a Metallica, Iron Maiden, Def Leppard, Mötley Crüe, Led Zeppelin, Van Halen, Aerosmith, The Black Crowes, Ozzy Osbourne, Kiss, Soundgarden, Queens of the Stone Age y The Mars Volta.